# Mustafa I
Mustafa I, född på 1590-talet, död 1639 var två gånger sultan över Osmanska riket, 1617-1618 och 1622-1623. Mustafa var son till Mehmet III och Halime Sultan och följde sin bror Ahmed I på tronen i november 1617.  Han störtades efter tre månaders regering genom en palatsrevolution, som satte Ahmeds  fjortonårige son Osman II på tronen. Sedan denne mördats, i maj 1622, blev Mustafa åter sultan, men avsattes 1623 eftersom han var psykisk sjuk, och blev 1639 strypt på befallning av sin brorson och efterträdare Murad IV.